# Vrijhandelszone

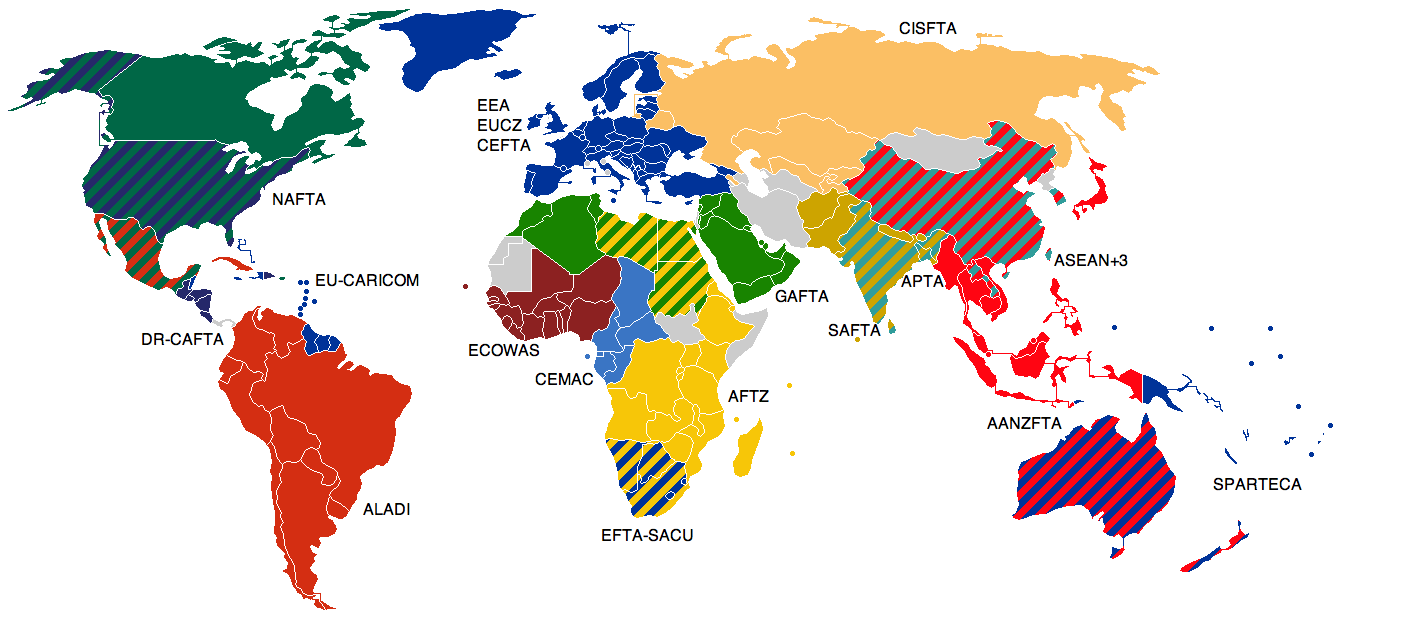
Vrijhandelszones in de wereld

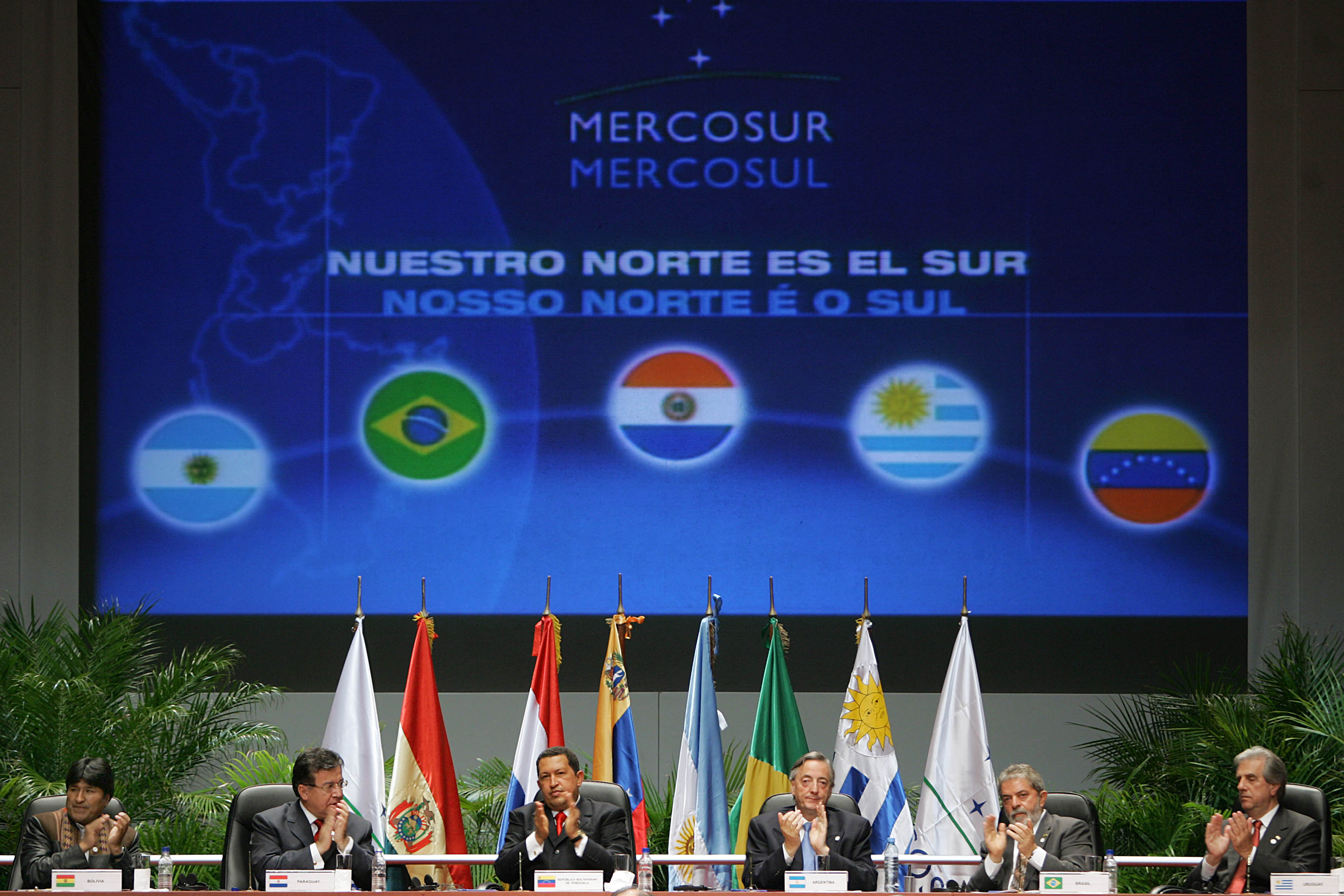
Mercosur is een voorbeeld van een vrijhandelszone tussen zuidelijke landen.

Een vrijhandelszone of vrijhandelsgebied is een vorm van regionale integratie bij internationale economische betrekkingen. Twee of meer landen schaffen de douanetarieven af ten opzichte van elkaar, belastingtarieven en quota gelden niet meer en bureaucratische vereisten worden verminderd, waardoor het aantrekkelijker wordt voor bedrijven om zich in dat andere land te vestigen en er te investeren. Veelal geldt een vrijhandelszone enkel voor een beperkt aantal landen die daarvoor onderlinge afspraken hebben gemaakt. Vrijhandelszones worden doorgaans gecontroleerd door de Wereldhandelsorganisatie. Een vrijhandelszone kan worden gezien als de eerste stap naar economische integratie.
Vrijhandelszones worden vooral toegepast tussen landen met complementaire economieën. Bij landen met rivaliserende economieën wordt meestal een douane-unie opgericht. In tegenstelling tot bij een douane-unie, hebben landen van een vrijhandelszone doorgaans niet hetzelfde beleid tegenover niet-leden van de landen van dat verdrag. Dit houdt in dat elk land andere voorwaarden kan stellen aan handel met niet-aangesloten leden.
Het probleem dat daarmee gepaard gaat is dat de exporteurs zullen invoeren via het land met het laagste importtarief. Daardoor zullen controles aan de grenzen en bijkomende invoerrechten nodig blijven.
De meeste vrijhandelszones bevinden zich in ontwikkelingslanden. Daar gelden vaak geen in- en uitvoerrechten. De reden voor het opzetten van vrijhandelszones is, dat de economie van de zone gestimuleerd wordt als buitenlandse investeerders er bedrijven starten, waarmee armoede en werkloosheid in het gebied teruggedrongen worden. Vaak gebruiken multinationals vrijhandelszones om er fabrieken te bouwen waar goederen, zoals kleding, schoenen en elektronica, geproduceerd worden.
Een vrijhandelszone is niet hetzelfde als een Speciale Economische Zone.

## Voorbeelden van vrijhandelszones
- Andesgemeenschap (CAN)
- Association of South-East Asian Nations (ASEAN)
- Afrikaanse Unie (AU)
- Caricom
- Centraal-Europese Vrijhandelsassociatie (CEVA)
- Europese Unie (EU)
- Europese Economische Ruimte (EER)
- Europese Vrijhandels Associatie (EVA),
- Mercosur
- Trans-Atlantische Vrijhandelszone
- Vrijhandelszone van de Amerika's (FTAA)
- Noord-Amerikaanse Vrijhandelsovereenkomst (NAFTA)
- Unie van Zuid-Amerikaanse Naties (UZAN)

## Gegevens enkele belangrijke vrijhandelszones
| Organisatie  | Oppervlakte km² | Bevolking     | NNP (PPP) miljoen $ | NPG (PPP) per capita $US | Lid- staten  |
| ------------ | --------------- | ------------- | ------------------- | ------------------------ | ------------ |
| NAFTA        | 21.588.638      | 430.495.039   | 12.889.900          | 29.942                   | 3            |
| UZAN         | 17.715.335      | 366.669.975   | 2.635.349           | 7187                     | 12           |
| EU           | 3.977.487       | 497.198.740   | 18.164.752          | 36.484                   | 27           |
| AU           | 29.797.500      | 766.848.000   | 1.515.000           | 1896                     | 53           |
| ASEAN        | 4.400.000       | 553.900.000   | 2.172.000           | 4044                     | 10           |
| GOS          | 22.402.200      | 290.000.000   | 1.500.000           | 5000                     | 12           |
| Grote landen |                 |               |                     |                          | Deelgebieden |
| India        | 3.287.590       | 1.065.070.607 | 3.033.000           | 2900                     | 34           |
| China        | 9.596.960       | 1.298.847.624 | 6.449.000           | 5000                     | 33           |
| VS1          | 9.631.418       | 293.027.571   | 10.990.000          | 37.800                   | 50           |
| Canada1      | 9.984.670       | 32.507.874    | 958.700             | 29.800                   | 13           |
| Rusland2     | 17.075.200      | 143.782.338   | 1.282.000           | 8900                     | 89           |

Tijdens 2003. Blauw voor het grootste, groen voor het kleinste van de vergeleken blokken.

Bron: CIA World Factbook 2004, IMF WEO Database

1Lid van NAFTA

2Lid van GOS